# 東方妖々夢 〜 Perfect Cherry Blossom.
『東方妖々夢 〜 Perfect Cherry Blossom.』（とうほうようようむ パーフェクト・チェリー・ブロッサム）は、同人サークルの上海アリス幻樂団によって製作された弾幕系シューティングゲームであり、東方Project第7弾にあたる作品である。
本作は、2002年12月30日開催の同人イベント「コミックマーケット63」にて体験版CD-ROMが販売され、2003年1月26日に上海アリス幻樂団のウェブサイトでWeb体験版を公開、同年8月17日開催のコミックマーケット64で完成版が販売された。後に同人ショップでの委託販売も行なわれている。
本項では、以降は『妖々夢』と称することとする。その他の本項で使用されている東方Project関連の略称については、東方Project#凡例を参照。

## システム
機体性能の異なる「博麗霊夢」「霧雨魔理沙」「十六夜咲夜」の3種類の自機から1つ選択し、その後それぞれ2種類ある武器タイプ(装備)からいずれかを選択する。本作では高速移動時と低速移動時で、ショットのほか、発動するスペルカード(ボム)も異なる。敵や敵弾に当たるとミスとなり残機が1つ減った上でその場で復活する。全ての残機を失うとゲームオーバーとなるが、コンティニューすればその場で復活しゲームを続行可能。コンテニューしないで6面(最終面)のボスを倒すとエンディングになる。難易度を問わずコンティニューせずにクリアすれば、全1面のExtraステージが追加される。Extraステージクリアを含むいくつかの条件を満たすことで、さらに全1面のPhantasmステージが追加される。今作からは(「風神録」除く)難易度問わずノーコンティニュークリアすれば、グッドエンディングを見ることができる。
『妖々夢』では、画面左下に「桜点」「桜点の最大値」「桜点+」が表示される。これに関連して、本作では「森羅結界」「霊撃」というシステムが存在する。
桜点
「桜点」は、「点アイテム」入手時の基本点数を表している。すなわち、桜点の値が大きいほど高得点を得やすい。本作固有のアイテムである「桜アイテム」を取得することなどで増加し、ミスをしたりボムを使用することで減少する。桜点には最大値が設定されており、桜点がそれ以上増加する事はないが、後述する「森羅結界」が発動中に敵弾にかすることで最大値が上がる。
桜点+と森羅結界
「桜点+」は、桜点と同じ条件で増加するが、ミスやボムでは減少しない。一定の値に達すると「森羅結界」が発動し、桜点+の減少が始まる。時間が経過し桜点+が0点になると森羅結界が終了する。後述する「霊撃」を使用しないで森羅結界が終了すると、桜点×10倍の得点ボーナスが得られる。
森羅結界の発動中は、自機の状態にかかわらずアイテム自動蒐集が行なわれる。
霊撃
「霊撃」とは、単純に言えば、森羅結界発動中に発動する自機のバリア、または、1回余計に使用できるボムである。
森羅結界中に被弾、もしくは通常ボムを使用するためのボタン・キーを押すと、霊撃が発動する。霊撃には「画面内の敵弾を全て小桜アイテムに変換して自機に吸収する」効果がある。発動してもボムゲージや残機が減ることはない。霊撃が発動すると森羅結界は終了する。敵がスペルカードを使用中に霊撃を発動した場合、そのスペルカードの取得は失敗となる。

## あらすじ
幻想郷は春の時期になっても冬が長引き、5月になったにもかかわらず冬のように雪が降り続けた。この事件は、後に「春雪異変」と呼ばれるようになる。
博麗霊夢、霧雨魔理沙、十六夜咲夜の3人は、それぞれの思惑で個別に異変解決に乗り出した。
その後、霊夢たちは、幻想郷に春が訪れないのは冥界に住む亡霊姫・西行寺幽々子が原因だと知る。幽々子は、冥界にある封印された桜「西行妖」の封印を解くために春を集め、花を咲かせようとしていたのだった。幽々子との戦闘の中で西行妖は花を開くが、完全に封印が解けるには至らず、その後、幻想郷にはいつも通りの春が訪れた。

## 登場人物

### 新規の登場人物
ここでは、『妖々夢』が初出の登場人物を解説する。
レティ・ホワイトロック
1面ボス。冬の間だけ現れる妖怪。『求聞史紀』には雪女の一種とも記されている。
彼女は｢寒気を操る程度の能力｣を持つ。『求聞史紀』によれば、これは冬の大自然を操る能力に等しいため、環境によっては絶大な力を持つとされている。しかし冬以外の季節ではほぼ無力。『文花帖(書籍)』ではレティ本人が、冬以外は日の当たらないところに隠れていると発言している。
『妖々夢』では、霊夢たちが冬という幸せを打ち破ろうとしていたため、攻撃を仕掛けた。ただし、彼女にとって春は憂鬱な季節だが、季節が移り変わること自体は当然のこととして受け取っているため、本気で攻撃を仕掛けたわけではない。『文花帖(書籍)』では、チルノのことを「自然の中の小さな歪み」と呼び「一緒にされても困る」と述べる一方、自身を「自然に生きる妖怪様」と称している。
橙(チェン)
2面中ボス,2面ボス,EXTRA中ボス。尻尾が2本ある、化け猫の妖怪。八雲藍の式神(式)でもあるが、藍自身も八雲紫の式であり、紫から見て橙は「式の式」にあたる。
橙は化け猫に鬼神を憑かせたものであるが、式神の藍が打った式神であるため能力はやや低い。その式は水に濡れると外れてしまい、また猫としても水が苦手であるため、とにかく水に弱い。
普段は妖怪の山に住んでいる。『文花帖(書籍)』では猫の里を造りそのトップに立とうとしていたが、経過は芳しくない。
アリス・マーガトロイド
3面中ボス,3面ボス。魔法の森に住む魔法使い。金髪で肌の色は薄く、一見すると人形のような姿をしている。
他人に無関心な性格で、魔法に執着している。普段は強気だが臆病な一面もある。普通の人間を襲うことはないが、意外と好戦的であり勝負を挑まれれば嬉々として応じるという。圧倒的な力で戦いに勝つことはアリスにとって楽しいことではないため、常に相手より少し上の力で戦おうとする。また、全力を出して負けると後がないため、本気で戦うことがない。この性格は博麗霊夢に似ているという。
属性の得手不得手は無い万能型の魔法使いだが、人形作りが得意で、また大量の人形を魔法で同時に操ることができる。その器用さは幻想郷でも随一である。人間に可能な動作のほとんどを人形にさせることができるほか、複数の人形にそれぞれ別の動きをさせて、ときには連携を取らせたり完全に非同期で動かしたりでき、周りから見ればとても操作しているとは思えないらしい。人形に人形を操らせることもできる。『三月精 第2部』の第5話ではアリスは人形に口頭で指示を出していたが、このとき彼女は屋内に居ながら、屋根の上では10体以上の人形が雪かきを行い、室内では炊事係も働いていた。戦闘の際は、戦闘用の人形を多数操る戦術によって1対多による戦闘を強いられ苦戦は必至だが、アリス本人は人形の操作で手一杯であり、そこが弱点だとされる。
アリスは自分の意思を持ち自分の意志で動く、完全な自律人形を作るのが目標である。現在はアリスが人形に命令すれば自律しているかのように動かせるが、定期的に命令し直さなければならない。
魔法の森に居を構えている。『求聞史紀』によるとアリスは元は人間で、修行を積んで魔法使いになったとされている。魔法使いになってから日が浅く、本来ならばは必要ない食事や睡眠といった人間の習慣を続けているという。元人間であるためか妖怪でありながら人間に対する理解度と友好度は高く危険性は低いとされ、もし森に迷って彼女の家を訪れても快く泊めてくれるという。『三月精 第2部』第5〜6話では光の三妖精が偶然にアリスの家を訪れ、アリスは三妖精をもてなしている。
『妖々夢』では霊夢たちと戦うのに特に理由はなく、たまたまそこに居たから魔法の相手になっただけである。作者のZUNにはこの時点で『永夜抄』にて人間と妖怪を組ませる構想が出来上がっており、しかしいきなり新キャラクターを自機にしても愛着が湧かないとの理由で後にアリスは魔理沙と組ませるために『妖々夢』にて登場させたという。
リリーホワイト
4面中ボス。春が来ると、そのことを告げようと湧いて出てくる妖精。
『求聞史紀』によれば、春以外の季節では滅多に姿を現さず、そのため「春告精」(はるつげせい)とも呼ばれ、幻想郷では春の季語になっている。『三月精 第2部』第7話では「春告精」に「リリーホワイト」とルビが振られている。同作第8話には彼女が通った所が一瞬で春になるシーンがある。
好戦的な性格ではないが、春になると力を増し、興奮して攻撃してくることがある。『三月精 第2部』第8話では、サニーミルクは「(春のリリーホワイトには)絶対に敵わない」と発言している。
プリズムリバー三姉妹
4面ボス。騒霊(ポルターガイスト)の三姉妹。長女ルナサ・プリズムリバー、次女メルラン・プリズムリバー、三女リリカ・プリズムリバーの3人からなる。この騒霊の三姉妹は、人間の貴族の娘であるプリズムリバー家の四女「レイラ・プリズムリバー」が、生き別れになった姉たちの姿を模して生み出した存在である。三姉妹はレイラの死後も消えず、幻想郷で暮らしている。『花映塚』の四季映姫の話によると、三姉妹の存在の拠り所は「彼女たちを生んで今はもう居ない人間」であり、そのため三姉妹は存在が不安定で曖昧であるという。
三姉妹は「プリズムリバー楽団」として音楽活動を行っている。普段は霧の湖の近くにあるとされる廃洋館に住んでいる。冥界にある白玉楼には演奏のためにたびたび招集されていて、冥界の結界が薄れる以前から結界の上を飛び越えて行き来しており、『妖々夢』で博麗霊夢らと鉢合わせたときは白玉楼へ出向く途中だった。
ルナサ・プリズムリバー
騒霊三姉妹の長女。優等生タイプで曲がったことが大嫌い。やることはやるが少々暗く、素直で騙されやすい。プリズムリバー楽団のリーダーであるが、性格や雰囲気のせいもあってメルランがリーダーだと勘違いしている人もいるらしい。
弦楽器(特にヴァイオリン)を得意とする。「鬱」の音を担当しているらしく、この演奏を聞いた者は次第に気分が沈み、最終的には鬱病のようになってしまうという。
メルラン・プリズムリバー
騒霊三姉妹の次女。魔法の力は三姉妹で一番強い。髪の色が明るく、三姉妹の中では一番背が高く、またライブでは中央にいることが多いため、彼女が楽団のリーダーだと勘違いする人もいるらしい。基本的に明るい性格だが、やや躁病のようでもある。
管楽器(特にトランペットを愛用)を得意とする。「躁」の音を担当しているらしく、彼女の演奏を聞く者は次第に気分が高揚してしまうという。
リリカ・プリズムリバー
騒霊三姉妹の三女。3人の中では一番背が小さい。お調子者で狡猾。普段は姉たちをけしかけ自分は戦おうとせず、最小限の力で最大限の利益を得ることしか考えていない。その態度や行動は三枚先まで計算されているという。
どんな楽器も得意だが、普段は鍵盤楽器かパーカッションを演奏する。楽団では「幻想」の音を担当する。「幻想」の音とは、この世からは失われた音であり、ルナサの「鬱」の音とメルランの「躁」の音をまとめ上げて聴きやすいものにする効果がある。姉たちとは違い、リリカの音楽は人間の精神を乱すようなことはないらしい。『The Grimoire of Marisa』では霧雨魔理沙が、彼女の演奏を「技術は高いが心に響くものが無く、つまらない」と評している。
また、衣装については、スカートとキュロットスカートの2つである。イラスト的にはスカートだが、東方花映塚は姉達と違ってキュロットである。髪の色も、茶色と銀色2つである。
魂魄 妖夢(こんぱく ようむ)
5面中ボス,5面ボス,6面中ボス。西行寺家の専属庭師兼西行寺幽々子の警護役で、二刀流の剣士。「剣術を操る程度の能力」を持つ。
一振りで幽霊十匹分の殺傷力を持つ「楼観剣」を左肩から右腰に背負い、人の迷いや輪廻転生の環を断つ「白楼剣」を左腰に備える。この二振りの刀を操る。長いほうの刀が「楼観剣」で、妖怪が鍛えた剣だと伝えられている。短いほうの刀は「白楼剣」で、魂魄家の家宝だという。楼観剣の「幽霊十匹分の殺傷力」が、人間の刀鍛冶が鍛えた一般的な日本刀と比べて、どれほどの殺傷力があるのかは不明。
西行寺家における前述の役職は彼女で2代目であり、先代は魂魄妖忌。妖忌は妖夢の剣術の師匠でもある。妖夢は幽々子の剣の指南役でもあるが、基本的には庭師として扱われている。他にも白玉楼の警備や幽々子の食事係など、ありとあらゆる雑用を任されている。
人間と幽霊のハーフであり、半人半妖という存在で、彼女は傍に巨大な幽霊(半幽霊、半霊)を伴っている。『求聞史紀』では、稗田阿求は妖夢(少女の姿の方)を「半人半霊」、幽霊を「幽霊」として扱っており、この幽霊は妖夢(半人半霊)の意思で動くとされている。半人半霊の妖夢は通常の人間と比べると体温が低い一方、傍に浮く幽霊は通常の幽霊に比べると体温が高いらしい。『永夜抄』付属のマニュアルでは「体も人間と幽霊の二つを持つ」と書かれており、妖夢を「人間」、幽霊を「幽霊」と表現している。
「人間と幽霊のハーフ」は寿命の長い種族だが、妖夢は『紫香花』の時点で生まれてから60年未満であり、そのため『花映塚』での「60年周期で起きる花の異変」について詳しく知らなかった。
ストレートで真面目な性格なため、周りの者(特に幽々子)に振り回されることが多い。そのため任務に失敗することも多いが、実力が無いわけではなく、瞬発力と集中力に優れている。
感受性が強く、『永夜抄』のグッドエンディングでは月の狂気に当てられて狂気の眼になった。怪談や肝試しや暗闇などが苦手であるが、自分の半分が幽霊なので幽霊そのものは平気。『萃夢想』では師匠の「真実は斬って知る」という言葉を文字通り実践し辻斬りのような行動を行う。『神霊廟』では行く先々で仙人と間違われた結果、一時的に自分が仙人だと思い込んでしまった。
『妖々夢』では、幽々子の指示により幻想郷中の春を集めており、これが幻想郷で冬が終わらない原因になっていた。『文花帖(書籍)』や『香霖堂』単行本第13話では、冥界の結界が薄くなったせいで幻想郷へ行ってしまった幽霊を、集めて連れ帰る仕事を負っている。
西行寺 幽々子(さいぎょうじ ゆゆこ)
6面ボス。伝統ある西行寺家のお嬢様で、白玉楼の主の亡霊姫。一見何も考えていない能天気な性格に見え掴み所がなく、本人もそのことを否定しない。食べることが好きで、食に関するコラムを書いている。
1000年以上亡霊として過ごしているらしく、幽霊を統率できるため、閻魔から冥界に住む幽霊たちの管理を任されている。春雪異変を起こした張本人で、魂魄妖夢に春を集めさせて「西行妖」という妖怪桜の封印を解き、その下に眠る人物を蘇らせようとした。
生前はある「歌聖」の娘であったという。この歌聖の名は明らかにされていないが、『妖々夢』の作中に登場する和歌は西行法師のものである。西行妖について書かれた西行寺家にある古い文献では「富士見の娘」とあるが、この娘とは幽々子のことである。しかし当人はそのことを忘れており、西行妖の封印が自分の亡骸であること(後述)に最後まで気付かなかった。6面のサブタイトルと、西行寺幽々子撃破後の、謎の存在との戦いの前にはある短歌が表示される。
元々「死霊を操る程度の能力」を持っていたが後に「死を操る程度の能力」となり、人を簡単に死に誘える自身の能力を疎んで、西行妖が満開のときに自害した。転生して再び苦しむことがないよう幽々子の死体は西行妖を封印する結界とされ、幽々子は亡霊になった。亡霊となった後は生前のことを忘れて、死に誘うことも楽しむようになっている。
自分の能力が効かない、蓬莱の薬を服用して不老不死になった者(蓬莱人)を恐れている。仙人として蘇った死者の話を妖夢から聞いたときは、幽々子は自分も仙人として蘇ろうと考えたが、しばらく経たないうちに飽きてしまい止めている。
本人は忘れているが、生前から八雲紫とは旧知の仲である。
スクウェア・エニックス社のオンライン対戦型トレーディングカードゲーム『LORD of VERMILION Re:2』の「再征」バージョンから、西行寺幽々子がゲスト参戦している。幽々子のカードのフレーバーテキストには妖夢も登場している。
八雲 藍(やくも らん)
Extraボス、Phantasm中ボス。八雲紫が昔に調伏した、八雲紫の式神で、化け狐。『求聞史紀』では九尾の狐と記されている。式神になる前は人の言葉を話せなかったらしい。
「八雲藍」という名前は紫が付けたものらしく、本名は不明とされる。式神だが強大な霊力を身につけており、「式神を操る程度の能力」で自身も橙という式神を使役する。紫と同じ家に住んでいるとされ、紫が寝ている間は彼女が代わりに活動する。主な活動は、幻想郷に異常が無いか調べることである。
式神は数式によって形作られるものとされ、そのため自らが式神でなおかつ式神使いでもある藍は数学が得意である。『文花帖(書籍)』では、暇潰しに三途の川の長さを求める方程式を算出したりもしているが、難解であるため検証できる者がいない。藍のその頭脳は外の世界のコンピュータに匹敵するとも。
『妖々夢』Extraステージでは、自分の式神の橙が霊夢らに敗れた(苛められた)ことの報復として戦いを挑む。『文花帖(書籍)』では、『妖々夢』Extraステージで紫の許可を得ず勝手に霊夢たちに挑んだことで、紫からお仕置きを受けている。
八雲 紫(やくも ゆかり)
Phantasmボス。様々な物事の境界を操る力を有する妖怪。「妖怪拡張計画」により幻想郷に「幻と現実の境界」を張った張本人であり、また幻想郷を隔離した「博麗大結界」の提案と創造にも関わっているらしい。幻想郷を誰よりも愛している。幻想郷の賢者の一人。
作品によって服装が大きく変わっており、初出の『妖々夢』とそれ以降の多くの作品では肩口の開いた洋風の服を着ているが、『永夜抄』『萃夢想』などでは六十四卦の「萃」が描かれた服を着ている。
胡散臭い風貌で、信用できない、誰から見ても心が読めない性格。話したがりで、様々なことを出会い頭に一方的に話すこともよくあるが、どれも確認を取れないような話が多いらしい。しかし『緋想天』では、博麗神社を乗っ取ろうとした比那名居天子に、普段の飄々とした態度を取ることもなく怒りを露わにした。
彼女は「境界を操る程度の能力」を持つ。この能力は、結界などの物理的境界を操るだけに留まらず、夢と現実・物語の中と外といった概念的な境界や、物体が個として存在するための「自分とそれ以外を分ける境界」にまで及び、万物の創造と破壊を司る、神にも匹敵する能力と評されている。また、幻想郷最強の妖怪とも言われており、境界を操る程度の能力が非常に強力であることが窺えるが、紫自身が1000年以上の時を生きた妖怪であるため、紫自身が能力に頼らずともかなり強いらしい。
神隠しと呼ばれる現象は、主に彼女が境界に揺らぎを起こすために起こるといわれている。境界を操る能力によって生み出した、「スキマ」と呼ばれる空間の裂け目(もしくは異空間)に出入りしてどこにでも移動できるため、神出鬼没。「すきま妖怪」とも呼ばれるが、そのような妖怪種族があるわけではなく、いわゆる「一人一種族」の妖怪である。『妖々夢』付属の「おまけ.txt」などでは「妖怪少女」とも言われている。
幻想郷の外の世界を知っている。
幻想郷の境に住んでいるが、その屋敷を他人が実際に確認したという話がないため、実は屋敷は外の世界にあるのではないかなど様々に噂されているという。とても真面目とは程遠い性格で、普段は余り動かずダラダラと怠惰な生活を送り、1日に12時間の睡眠を取り、冬眠までする。寝ている間のことは全て式神の八雲藍に任せきり。それでもやる時はやる性格。
1200年以上前に稗田阿一(初代の御阿礼の子)が記した「幻想郷縁起」にも紫と思われる妖怪が登場するような幻想郷の最古参の妖怪の一人で、時代毎にその時代に合った姿で現れるという。西行寺幽々子の生前を知っている。
長く生きているだけあり交友関係も広く、幽々子とは旧知の仲。伊吹萃香とも友人である。稗田阿求とは阿求の転生前から知り合いらしく、「幻想郷縁起」をチェックするためにその完成前に稗田家を訪れたこともある。この際、阿求からは「妖怪の賢者」と呼ばれている。『紫香花』では、閻魔の四季映姫らしき「あの方」なる人物を苦手としている描写がある。
『求聞史紀』によれば、かつて幻想郷の妖怪を集め、月面戦争を引き起こしたが、返り討ちにあったという。『儚月抄』では博麗霊夢に稽古をつけて彼女を動かし、第二次月面戦争を目論んでいた。
数学や計算能力に秀でているらしく(『求聞史紀』では「数字に強い」と表現されている)、『文花帖（書籍）』での八雲藍の発言によれば無間の底の深さや北斗七星が北極星を食べるまでの時間ですら一瞬で求めてしまえるらしい。ただし誰も正しい答えを知らないので、紫が求めた数字が正しいのかは誰にもわからない。頭の良さは現実世界のスーパーコンピューターを超えるとも言われている。『香霖堂』単行本第22話では、妖怪向けの渾天儀に著作者として名前が記されていた。
『妖々夢』では幽々子から薄くなった冥界と現世との結界を修復するように依頼されたが行なわず、そのため『妖々夢』以降は幻想郷で幽霊が頻繁に見られるようになった。
Phantasmでのボス戦で使用されるスペルカードは「結界『動と静の均衡』」と「紫奥義『弾幕結界』」の2枚を除き、八雲藍のスペルカードの難易度を上げたものであり、藍が紫の弾幕を真似たものと考えられる。また、BGMの「妖々跋扈　〜 Who done it!」と「ネクロファンタジア」はそれぞれExtraの「妖々跋扈」と「少女幻葬　〜 Necro-Fantasy」のアレンジ曲であり、藍が紫を意識していることが暗に窺える。
以下に挙げるレイラ・プリズムリバーと魂魄妖忌は、『妖々夢』の設定上に存在するものの、作中に実際の登場は無い。
レイラ・プリズムリバー
プリズムリバー三姉妹(騒霊三姉妹)を生み出した人間の少女。人間の四姉妹「プリズムリバー姉妹」の四女(末っ子)で、貴族であるプリズムリバー伯爵の娘。『妖々夢』の時点で故人。
魂魄 妖忌(こんぱく ようき)
西行寺家の先代専属庭師。
西行妖の満開を見たことがあり、西行寺幽々子と西行妖の関係を知っている。300年ほど庭師を務めたある日突如悟りを開き、幼い魂魄妖夢に後を継がせて行方をくらませた。その後の行方は妖夢も知らない。半分人間であり、ゆっくり年を取る。

### 既存の登場人物
ここでは、『妖々夢』が初出ではない登場人物を解説する。
博麗霊夢
自機。博麗神社の巫女。寒いのが苦手であったため、冬を終わらせるためにいつもの通り勘を頼りに神社を飛び出した。
霧雨魔理沙
自機。魔法使いの少女。家の前に桜の花びらを発見し、それを辿って春を目指して出発した。
十六夜咲夜
自機。紅魔館のメイド。燃料が尽きそうになったため、燃料が尽きる前に冬を終わらせようと出発した。
チルノ
1面中ボス。寒いところが好きな氷の妖怪。霊夢たちを攻撃するが、特に目的があったわけではなく、そこにいたから攻撃しただけである。
その他、一部ルートのエンディングではレミリア・スカーレットとパチュリー・ノーレッジが登場する。

## ステージ
| ステージ               | ステージタイトル | 中ボス                 | ボス                   |
| ---------------------- | ---------------- | ---------------------- | ---------------------- |
| Stage 1                | 白銀の春         | チルノ                 | レティ・ホワイトロック |
| Stage 2                | マヨヒガの黒猫   | 橙                     | 橙                     |
| Stage 3                | 人形租界の夜     | アリス・マーガトロイド | アリス・マーガトロイド |
| Stage 4                | 雲の上の桜花結界 | リリーホワイト         | プリズムリバー三姉妹   |
| Stage 5                | 白玉楼階段の幻闘 | 魂魄妖夢               | 魂魄妖夢               |
| Perfect Cherry Blossom | 彼の世に嬢の亡骸 | 魂魄妖夢               | 西行寺幽々子           |
| Extra Stage            | 妖怪の式の式     | 橙                     | 八雲藍                 |
| Phantasm               | 人妖の境界       | 八雲藍                 | 八雲紫                 |

### 備考
Stage 4
4面ボス戦では、最初はプリズムリバー三姉妹全員と戦うのではなく、三姉妹のうちのいずれか一人と戦う(誰と戦うかはどのプレイアブルキャラクターを使っているかによって決まる)。ある程度戦闘が進むと、一度戦っていない残りの二人も現れ、スペルカード「騷符『ファントムディニング』」「騷符『ライブポルターガイスト』」(難易度によってどちらか1枚が宣言される)が宣言される。その時1番ダメージを与えた相手と戦闘したのち、再び三姉妹全員が揃い、「合葬『プリズムコンチェルト』」「騷奏『ステイジャンリバーサイド』」のどちらか1枚、「大合葬『霊車コンチェルトグロッソ』」「大合葬『霊車コンチェルトグロッソ改』」「大合葬『霊車コンチェルトグロッソ怪』」のどれか1枚の計2枚のスペルカードが宣言される。

## 曲目リスト
1. 妖々夢 〜 Snow or Cherry Petal - タイトル
2. 無何有の郷 〜 Deep Mountain - 1面のテーマ
3. クリスタライズシルバー - レティ・ホワイトロックのテーマ
4. 遠野幻想物語 - 2面のテーマ
5. ティアオイエツォン (withered leaf) - 橙のテーマ
6. ブクレシュティの人形師 - 3面のテーマ
7. 人形裁判 〜 人の形弄びし少女 - アリス・マーガトロイドのテーマ
8. 天空の花の都 - 4面のテーマ(リリーホワイトのテーマとしても扱われる)
9. 幽霊楽団 〜 Phantom Ensemble - プリズムリバー三姉妹のテーマ
10. 東方妖々夢 〜 Ancient Temple - 5面のテーマ
11. 広有射怪鳥事 〜 Till When? - 魂魄妖夢のテーマ
12. アルティメットトゥルース - 6面のテーマ
13. 幽雅に咲かせ、墨染の桜 〜 Border of Life - 西行寺幽々子のテーマ
14. ボーダーオブライフ - ???のテーマ(西行寺幽々子を倒した後、名前が表示されない「何か」がスペルカード「反魂蝶　-一分咲-」「反魂蝶　-参分咲-」「反魂蝶　-伍分咲-」「反魂蝶　-八分咲-」を宣言する際のテーマ。「何か」の正体は西行寺幽々子)
15. 妖々跋扈 - Extraステージのテーマ
16. 少女幻葬 〜 Necro-Fantasy - 八雲藍のテーマ
17. 妖々跋扈 〜 Who done it! - Phantasmステージのテーマ
18. ネクロファンタジア - 八雲紫のテーマ
19. 春風の夢 - エンディング
20. さくらさくら 〜 Japanize Dream... - スタッフロールテーマ

タイトー発売のアーケード音楽ゲーム『ミュージックガンガン!2』および『グルーヴコースター』には、八雲紫のテーマ曲「ネクロファンタジア」のアレンジ曲「東方散楽祭」が収録されている。アレンジしたのはZUNTATA(タイトー所属)の小塩広和。
東方ProjectのBGMアレンジ楽曲を中心に収録したスマートフォン向けリズム弾幕アクションゲーム「東方ダンマクカグラ」には、プリズムリバー三姉妹のテーマ曲「幽霊楽団　〜 Phantom Ensemble」と???のテーマ曲「ボーダーオブライフ」が収録された。また、2024年2月8日に発売されたスタンドアローン版「東方ダンマクカグラ　ファンタジア・ロスト」にも収録。